# Santa Elena (Sucumbíos)
Santa Elena ist eine Ortschaft und eine Parroquia rural („ländliches Kirchspiel“) im Kanton Putumayo der ecuadorianischen Provinz Sucumbíos. Die Parroquia besitzt eine Fläche von 510,85 km². Beim Zensus im Jahr 2010 wurden 1994 Einwohner gezählt. Für das Jahr 2015 wurde eine Einwohnerzahl von 2323 prognostiziert. In dem Gebiet leben die indigenen Volksgruppen der Siona und Kichwa.

## Lage
Die Parroquia Santa Elena liegt im Amazonastiefland im Nordosten von Ecuador an der kolumbianischen Grenze. Der Río Putumayo fließt entlang der nördlichen Verwaltungsgrenze nach Osten und bildet dabei die Staatsgrenze. Der Río San Miguel begrenzt das Areal im Südwesten. Der Hauptort (cabecera parroquial) Santa Elena befindet sich am südlichen Flussufer des Río Putumayo 46 km nordwestlich vom Kantonshauptort Puerto El Carmen de Putumayo.
Die Parroquia Santa Elena grenzt im Westen und im Norden an Kolumbien, im Osten und im Südosten an die Parroquia Puerto El Carmen de Putumayo, im zentralen Süden an die Parroquia Palma Roja sowie im Südwesten an die Parroquia Pacayacu (Kanton Lago Agrio).

## Orte und Siedlungen
In der Parroquia Santa Elena gibt es 19 Comunidades: Real Cuembi, Bocana del Cuembi, La Ceiba, El Palmar, Nuevo Paraíso, Unidos Venceremos, Brisas del Putumayo, Unión Orense, Los Chíparos, San José de Wisuyá, Brisas del Yoyá, Santa Elena, Nueva Unión, Progreso, Alto Yocará, Porvenir, Bajo Restrepo, Selva Alegre und Comuna Santa Rosa.

## Geschichte
Die Parroquia Santa Elena wurde am 30. April 1969 (Registro Oficial N° 169) eingerichtet. Am 11. Juli 1979 kam die Parroquia zum Kanton Putumayo.